# 17-мильная дорога

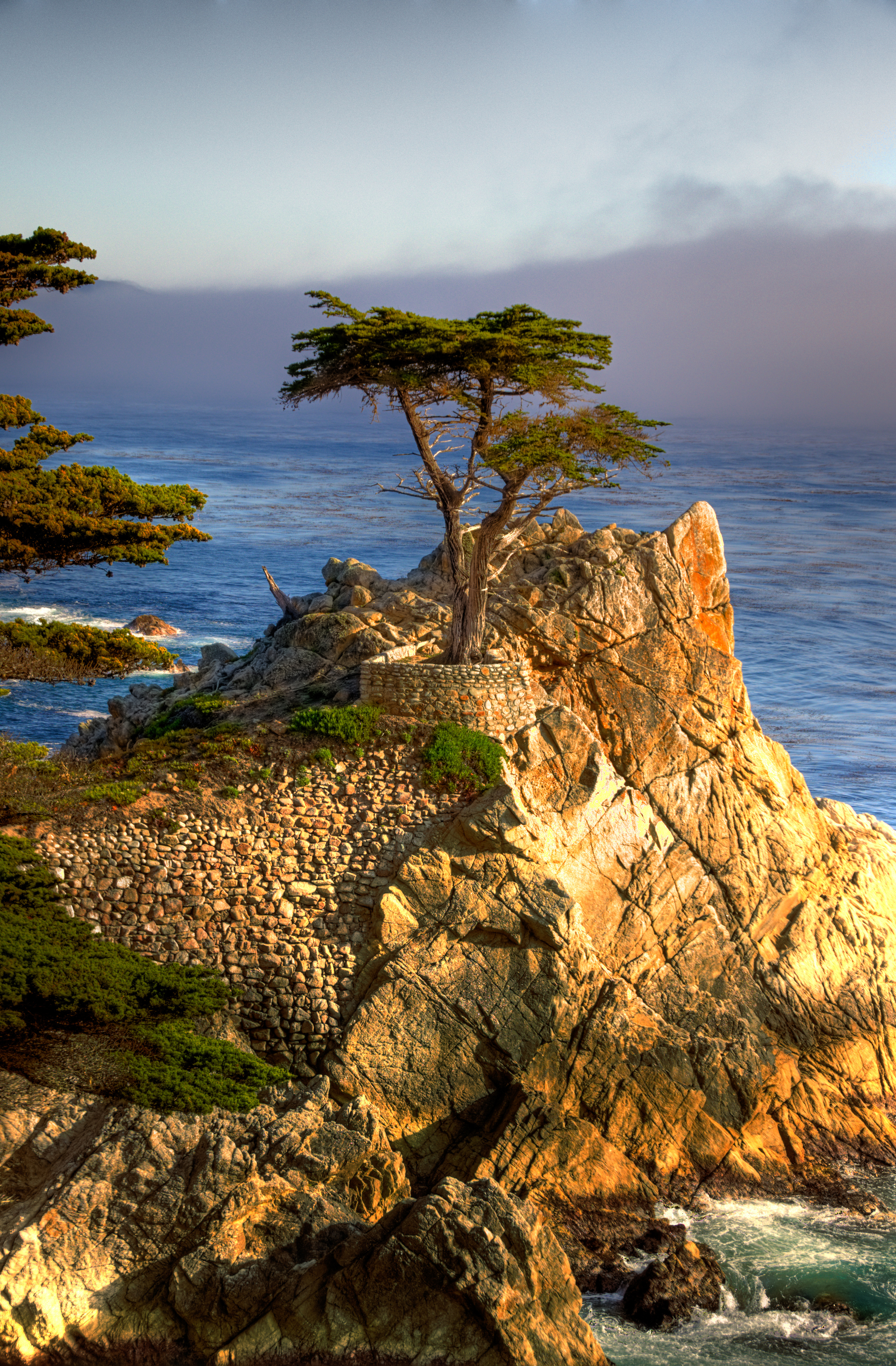
Одинокий кипарис, один из символов 17-мильной дороги.

17-ми́льная доро́га (англ. 17-Mile Drive) представляет собой живописную автомобильную прогулочную трассу, большая часть которой проходит по побережью Тихого океана, а также мимо знаменитых полей для гольфа и особняков в городках Пасифик-Гроув и Пеббл-Бич, Калифорния. Одновременно она также служит главной дорогой через закрытое сообщество в Пеббл-Бич. Внутри этого сообщества нерезиденты должны вносить плату за пользование дорогой. Большая часть 17-мильной дороги, как и само сообщество, является частной собственностью и управляется компанией Пеббл-Бич Корпорейшн. Протяжённость участка дороги между выездами на автомагистраль SR 1 штата Калифорния и на автодорогу Сансет составляет 9,6 мили (15,4 км).

## Описание маршрута
На северном конце дорога начинается в городке Пасифик Гроув на пересечении бульвара Дель Монте и улицы Эспланада. Самый знаменитый участок 17-мильной дороги начинается в нескольких милях к югу от этой точки. Пересечение 17-мильной дороги с 68 хайвеем (шоссе Холман / Сансет) является началом Пеббл-Бич.
От шлагбаума на пересечении с шоссе Сансет 17-мильная дорога проходит по берегу так называемого в прошлом Испанского залива, затем рядом с пляжами и потом вверх по прибрежным холмам, открывая живописные пейзажи. Путешествие вдоль берега длится столько, сколько нравится путешественнику. Если без остановок, то не менее 20 минут, в южном направлении до города Кармел. Вдоль дороги имеются многочисленные точки парковки, чтобы остановиться и сфотографировать или выйти и прогуляться вдоль океана и среди деревьев. Посетители получают карту, на которых отмечены некоторые из наиболее живописных мест. Кроме того, для ориентировки посетителей по центру проезжей части нанесена красная пунктирная линия, обозначающая главную дорогу. Она помогает предостеречь их от углубления в прилегающие к дороге улицы.
Главной живописной достопримечательностью дороги является одинокий кипарис, изъеденное солью дерево, которое является официальным символом городка Пеббл-Бич и частой заставкой телевизионных передач из этого района. Дорога также обеспечивает проезд к гольф-клубам Спайгласс Хилл, Кипресс Пойнт и Пеббл-Бич, а также к другим полям для гольфа сообщества Пеббл-Бич. После приезда в Кармел 17-мильная дорога поворачивает на северо-восток, где она в конце концов заканчивается на пересечении с калифорнийским шоссе 68.
Сервис, открытый для посетителей Пеббл-Бич (автозаправочные станции, туалеты, рестораны) находится в гостинице на берегу залива и в приюте, находящемся в Пеббл-Бич. Имеется также много удобных и живописных мест для пикника. В Спайгласс Хилл и в школе гольфа Поппи Хиллс есть рестораны, открытые для посетителей.

## Одинокое дерево
В 1990 году журнал Monterey Journal сообщил о том, что адвокат Пеббл-Бич Керри Смит объявил, что «изображение одинокого дерева будет нашей торговой маркой, и мы намерены контролировать любые изображения кипариса в коммерческих целях». Компания предупредила фотографов, что «они не могут использовать даже существующие фотографии дерева в коммерческих целях». Многие юристы ставят под сомнение право компании Пеббл-Бич на применение закона об интеллектуальной собственности, ограничивающее использование подобных изображений.

## Источник вдохновения
На протяжении десятилетий многие художники находили вдохновение для своих картин о природе, пребывая на этой знаменитой достопримечательности. В частности, американский импрессионист Артур Хилл Гилберт, один из членов-учредителей Ассоциации искусств города Кармел, запечатлел изображения этой живописной местности на своих картинах, в том числе на таких, как «Вид 17-мильной дороги» и «Бухта среди скал», созданных около 1930 года.

## Плата
Чтобы проехать по отрезку 17-мильной дороги, проходящему через закрытое сообщество Пеббл-Бич, требуется заплатить 12 долларов США всем посетителям (по состоянию на 14 сентября 2024 года). Постоянные жители не обязаны платить данный сбор, равно как и гости постоянных жителей, если они предварительно получают разрешение на свой визит (охрана может вызвать местного жителя, к которому приехал посетитель, если не найдёт его имя в списке заявок). На этом участке дороги как раз расположен одинокий кипарис, упомянутый выше, а также корты для гольфа Пеббл-Бич.